# Bór Łodygowski
Bór Łodygowski – część wsi Meszna w Polsce, położona w województwie śląskim, w powiecie bielskim, w gminie Wilkowice. Leży na wschód od centrum wsi, w okolicy ulicy Bór.
Dawniej samodzielna wieś i gmina jednostkowa w powiecie bialskim, od 1920 w województwie krakowskim. W 1921 roku liczył 148 mieszkańców. Następnie połączony z Borem Wilkowskim w gminę jednostkową o nazwie Bory, którą 23 grudnia 1924 włączono do gminy jednostkowej Meszna